# Kaja Kamuk
Kaja Kamuk (født 11. maj 1981) er en dansk skuespillerinde og stemmeskuespiller. Hun er uddannet på Skuespillerskolen ved Odense Teater.

## Filmografi
- Olsen-banden på de bonede gulve (stemme)[1]
- Et liv[2] (kortfilm[3])
- Den som dræber - Fanget af mørket (tv-serie)[3]
- Panik (tv-serie)[3]
- Natsværmer (kortfilm)[3]
- Skyldig (tv-serie)[3]